# مسجد السلطان إسماعيل
مسجد السلطان إسماعيل (بالملايوية: Masjid Jamek Sultan Ismail)‏ هو أكبر مسجد في بلدة باتو باهاتا في ولاية جوهر في ماليزيا.

## التاريخ
افتتح مسجد السلطان إسماعيل في عام 1996 .

## العمارة
يظهر الشكل الخارجي لمسجد السلطان إسماعيل بشكل مهيب وفخم، وذلك بسبب الطلاء الذي غطت به جدران المسجد وهو اللون الفيروزي الفاتح والأبيض، ما أعطى المسجد جو نقي وهادئ .

## وصلات خارجية
- موقع مسجد السلطان إسماعيل في الخريطة
- البوم صور مسجد السلطان إسماعيل 1
- البوم صور مسجد السلطان إسماعيل 2